# Chris Barber
 (mars 2021).
Si vous disposez d'ouvrages ou d'articles de référence ou si vous connaissez des sites web de qualité traitant du thème abordé ici, merci de compléter l'article en donnant les références utiles à sa vérifiabilité et en les liant à la section « Notes et références ».
Pour les articles homonymes, voir Barber.
Chris Barber, né le 17 avril 1930 à Welwyn Garden City dans le Hertfordshire en Angleterre et mort le 2 mars 2021, est un tromboniste de jazz spécialisé avant tout dans les formes traditionnelles de cette musique.

## Biographie
Il fait sa scolarité à la Hanley Castle Grammar School de Malvern (Worcestershire), puis à la St Paul's School, à Londres, où il fréquente la Guildhall School of Music and Drama.
Chris Barber devient le leader de son propre groupe en 1949 dans lequel il joue du trombone. Barber aide à lancer la carrière de nombreux musiciens, notamment la chanteuse de blues Ottilie Patterson, qui est un temps sa femme, et le chanteur et joueur de banjo Lonnie Donegan, dont les apparitions au côté de Barber sont à l'origine de la vague skiffle des années 1950. Donegan obtient son premier tube transatlantique Rock Island Line alors qu'il joue encore dans l’orchestre de Chris Barber.
En plus de Donegan, Chris Barber joue aussi avec Pat Halcox à la trompette depuis 1954 ainsi qu’avec Monty Sunshine qui joint le groupe à la clarinette. Ce dernier devient célèbre avec sa version de Petite Fleur. Même si le groupe de Barber fait principalement du jazz Dixieland, il effectuent aussi du ragtime, du swing, du blues et du R&B et collaborent avec d’autres artistes comme Louis Jordan et Dr. John. Après 1959 il fait plusieurs tournées aux États-Unis.
Entre la fin des années 1950 et le début des années 1960, Chris Barber organise de nombreuses tournées d’artistes de blues au Royaume-Uni, notamment Big Bill Broonzy, Sonny Terry et Brownie McGhee ainsi que Muddy Waters. Ceci permet de déclencher l’intérêt des jeunes musiciens locaux, notamment Eric Clapton, Peter Green et des membres des Rolling Stones pour le blues. En 1967, il enregistre Cat Call, une chanson inédite de Paul McCartney, qui sort en single le 20 octobre 1967.
Il a été, avec Sidney Bechet et à sa suite, un des musiciens qui ont le plus contribué au renouveau du jazz Nouvelle-Orléans (« New Orleans Revival ») en Europe dans les années 1950 et 1960.
Décoré de l'ordre de l'Empire britannique en 1991, il publie son autobiographie, Jazz Me Blues, en 2014 et met un terme à sa carrière cinq ans plus tard.

## Décorations
- Officier de l'ordre de l'Empire britannique (1991)

## Discographie
- 1972 : The World of Chris Barber, avec Lonnie Donnegan et Ottilie Patterson, Decca Records